# 全国大学生代表者協議会
全国大学生代表者協議会（略称、全大協）は、韓国の学生運動の団体で、親北団体。

## 概要
1987年7月5日、延世（ヨンセ）大学にて6月民衆抗争（大統領直接選挙制実現などを求めた民主化運動の名称）に参加した際、戦闘警察による催涙弾の直撃を受け、意識不明の後に死亡した延世大学学生の李韓烈（イ・ハンニョル）の葬儀方法について論議するために集まった学生代表が、全国的な大衆組織結成の必要性に合意し、3回に渡る協議の末、1987年8月19日に発足した。
全大協は発足宣言文で「青年学徒の全国的大同団結は、軍事独裁政権と帝国主義者を韓国から一掃するだろうし、それによって歴史の巨大な変化がもたらされよう」と宣言し、活動方針案として
1. 自主的民主政府樹立のために外勢を排撃し独裁を収束させること
2. 祖国の自主的平和的統一の促進に寄与すること
3. 民衆が主人となる世界を作るため、彼らとの強力な連帯を強めること
4. 学園の自治と自由を取り戻すこと
5. 「全国学生総連合」設立の基礎を作ること

などを明らかにした。その後、全大協は宣言文に書いてあるように、反独裁・反米闘争や平和統一の論議、学園民主化、労働問題を始めとする社会民主化運動に積極に参加した。また、1988年に南北学生会談を2度にわたって実行しようとしていた。1989年に全国大学生代表者協議会3代目議長の任鍾晳になった頃から組織は急速に親北の主体思想派の路線に傾いていった。全大協は1993年4月に発展的解消として、韓国大学総学生連合（韓総連）に名称変更した。2004年4月に行なわれた総選挙で盧武鉉大統領与党の開かれたウリ党（ウリ党）が過半数を獲得し、勝利したが、全大協の第一期（李仁栄、高麗大学総学生会長）、第二期（呉泳食、高麗大学総学生会長）、第三期（任鍾晳、漢陽大学総学生会長）までの議長経験者もそろってウリ党で当選した。しかし、2008年2月に李明博（ハンナラ党）が大統領に就任した直後の、4月に行われた総選挙では、3人ともウリ党の後身である統合民主党から出馬したが、いずれも落選した。